# 洛倫佐 (伊利諾伊州)
洛倫佐（英語：Lorenzo）是位於美國伊利諾伊州威爾縣的一個非建制地區。該地的面積和人口皆未知。

## 地理
洛倫佐的座標為41°20′50″N 88°12′56″W / 41.34722°N 88.21556°W，而該地的平均海拔高度為163米（即535英尺）。